# Scott Kannberg
Scott « Spiral Stairs » Kannberg, né le 30 août 1966, est un musicien américain, cofondateur du groupe de rock indie Pavement.  

## Biographie

### Pavement
Kannberg est un ami d'enfance de Stephen Malkmus. Tous deux ont grandi à Stockton, en Californie. Ils ont ensemble formé le groupe « Pavement » sous les pseudonymes respectifs de « Spiral Stairs » et « SM ». Kannberg a écrit et interprété plusieurs chansons de Pavement, dont Painted Soldiers, Hit the Plane Down, Kennel District, Date With IKEA, et Passat Dream. 

### Preston School of Industry
Après la séparation de Pavement en 1999, il forme The Preston School of Industry (titre d'une face B de Pavement) avec lequel il sort All This Sounds Gas en 2001 et Monsoon en 2004.Selon Kannberg, une bonne partie des chansons de Preston School of Industry, spécialement celles de "All This Sounds Gas, ont été composées pendant la période du dernier album de Pavement, Terror Twilight. 
Preston School of Industry force Kannberg à plus s'investir dans le processus de composition des chansons. En effet, avec Pavement, il n'avait droit d'écrire qu'une ou deux chansons par album, Stephen Malkmus étant le leader du groupe.  
La formation cesse ses activités en 2004. 

### The Real Feel
En 2009, Il sort son premier album en solo, intitulé The Real Feel.